# ケリ
ケリ（鳧、計里、水札、学名:Vanellus cinereus）は、チドリ目チドリ科タゲリ属に分類される鳥類の1種である。

## 分布
モンゴル高原、中国北東部、日本列島で繁殖する。冬には東南アジア、中国南部などに渡る個体も見られる。しかし、日本列島においては留鳥として、生活する個体も見られる。

## 形態

### 成鳥
雌雄は同色で、成鳥の全長は34 cm程度である。
成鳥の夏羽は頭部から胸上部が灰青色で、体上面は灰褐色で、体下面は白く、胸上部と体下面の境目には、黒い胸帯が有る。これに対して、冬羽は頭部からの灰青色が、やや褐色を帯びる。
翼は先の方が黒く、基半部は白色と灰褐色で、飛ぶと、これらのコントラストが目立つ。翼の小翼羽付近には爪が有り、爪の大きさや色で、雌雄の見当を付けられる。尾は白色で、黒い帯が入っている。目は赤橙色だが、黄色のアイリングが有る。嘴は短く、黄色で先端が黒い。嘴の付け根には、黄色い肉垂を持つ。足は長くて黄色である。

### 幼若個体
雛は、淡褐色の綿羽に覆われている。
若鳥は、頭部からの胸部にかけて灰色でやや褐色を帯びており、胸帯は薄い。また目は褐色で、アイリング・肉垂とも小さく目立たない。

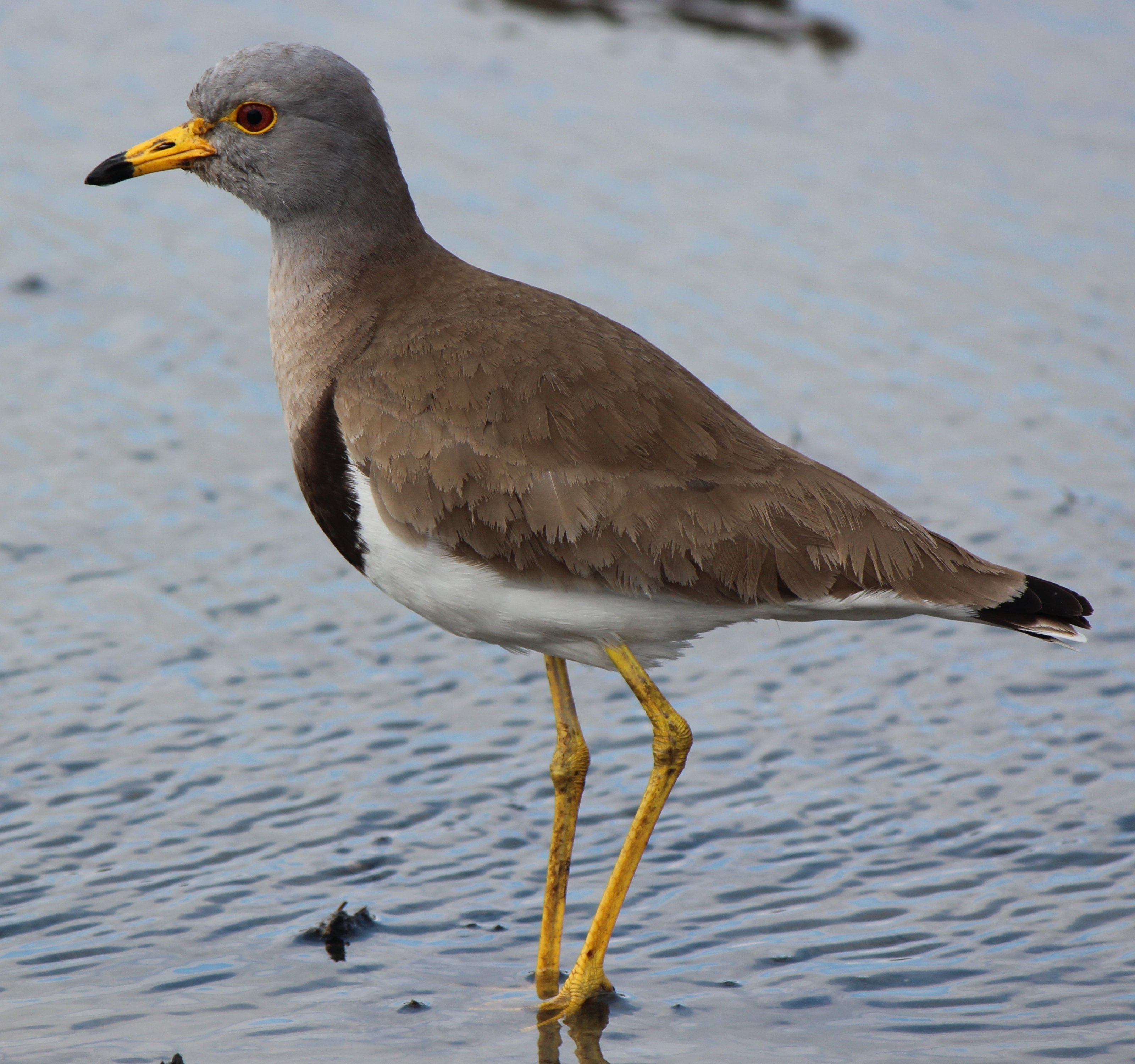
水田を歩くケリ
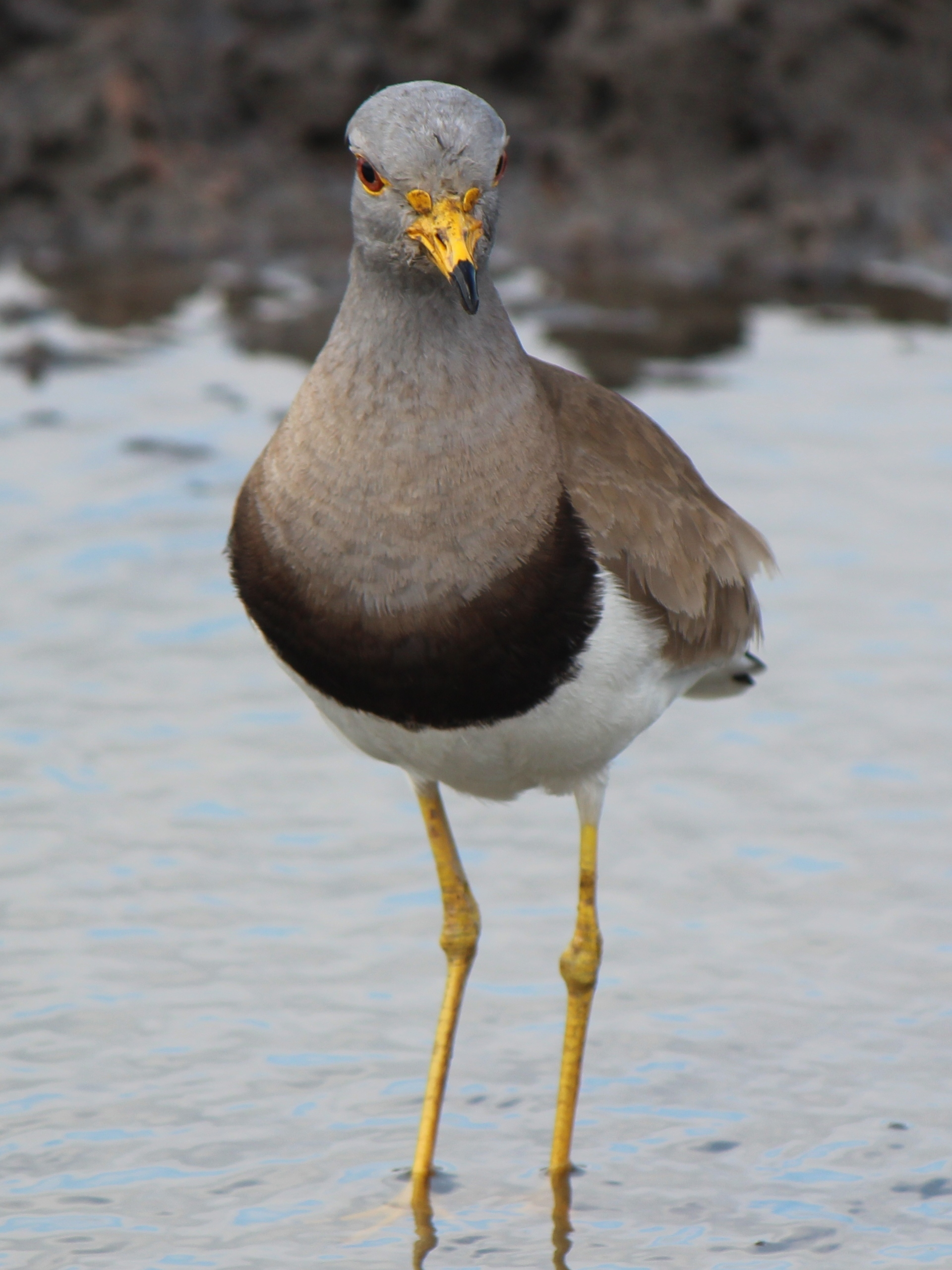
正面
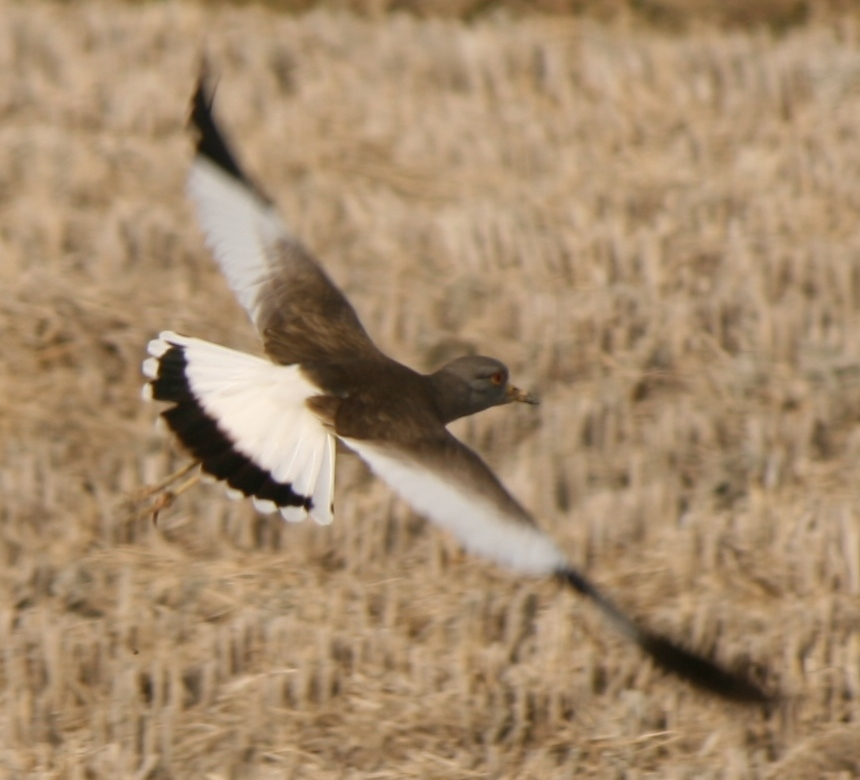
飛ぶ様子
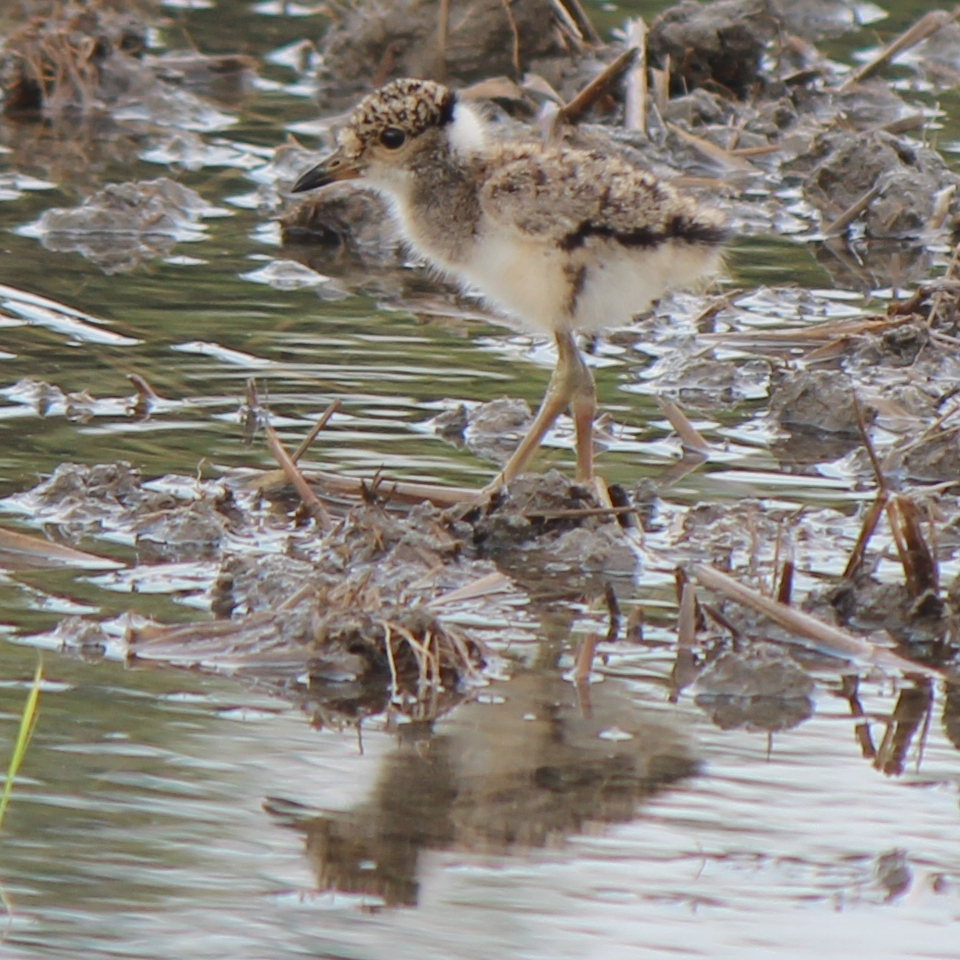
雛

## 生態
水田、畑、河原、干潟、草原などに生息する。食性は主に動物食で、昆虫類、ミミズ、カエル、小型の魚類などを捕食する。稀に穀類も食べる。なお、非繁殖期には小群で行動するが、繁殖期を終えても群れをつくらずつがいで生活するものもいる。
繁殖期は3月から7月で、抱卵は3月初旬から中旬に始まり、抱卵・ヒナ養育に、それぞれ約1ヶ月程度かかる。クラッチサイズは4卵で、時には3卵、稀に1卵-5卵が確認される。巣は水田内や畦などの地面に、枯草を敷いて作る。よって農作業による影響を、著しく強く受ける。農作業などによって巣が破壊された場合など、繁殖期中は時にテリトリーを変えるなどして、最大で3回営巣を試みる。
非常に警戒心が強く、テリトリーにトビやカラス、ヒトなどの外敵が近付くと、鳴きながら激しく威嚇し、追い払う。その為、夜でも鳴き声が聞こえてくる場合がある。この甲高い鳴き声が、日本人には「キリッ、キリッ」、「ケリッ」、「ケケッ」などと聞こえるとされ、この鳴き声から「ケリ」という和名が付いたと言われる。

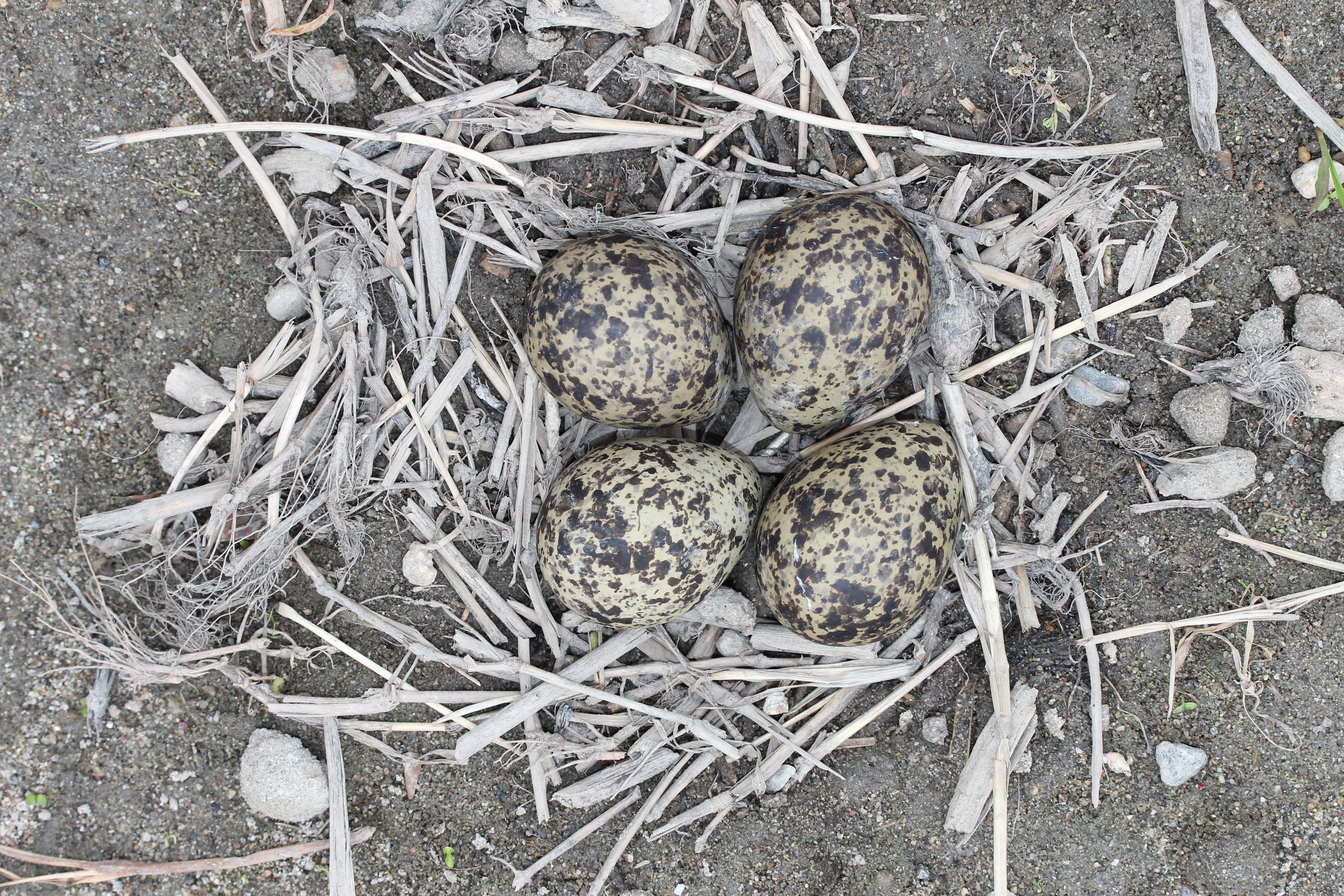
地面に藁を敷いた簡易的な巣と卵
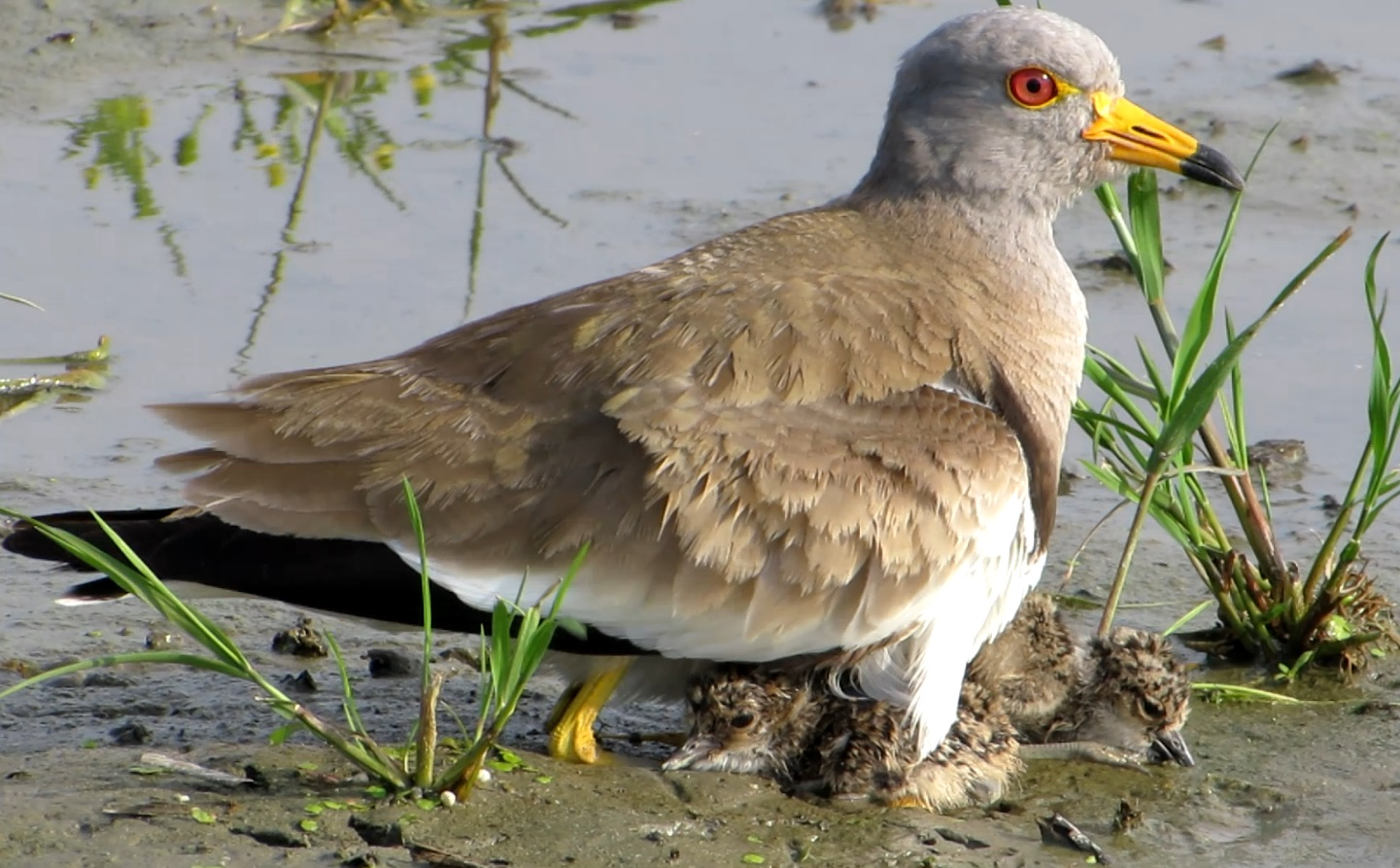
親と雛
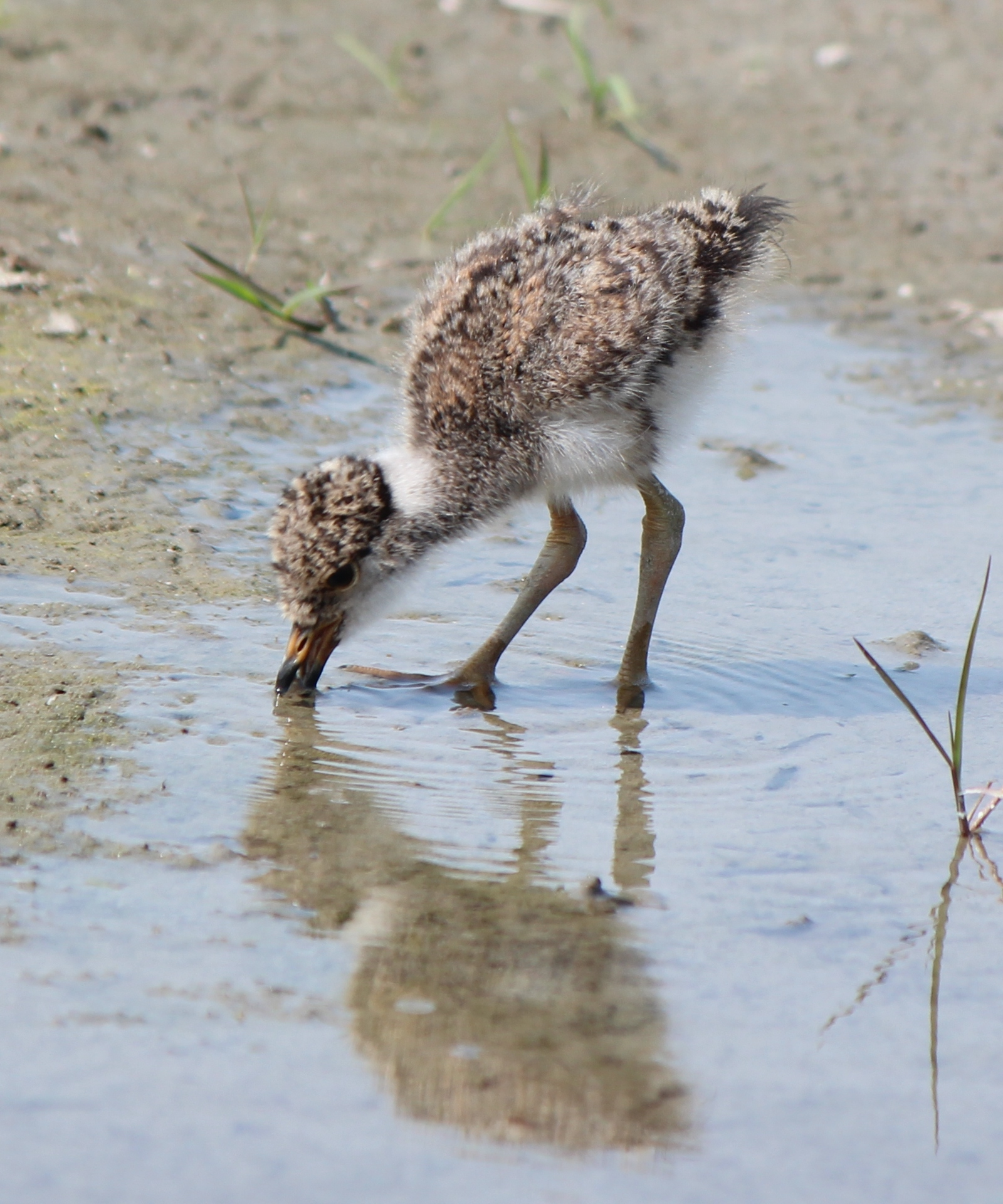
昆虫を採食中の雛

## 種の保全状況評価
国際自然保護連合（IUCN）により、軽度懸念（LC）の指定を受けている。また、2007年8月現在において、環境省のレッドリストの指定も行われていない。
ただし、日本の以下の都道府県では、以下のレッドリストの指定を受けている。
- 絶滅寸前または絶滅危惧種（絶滅危惧I類、CRまたはEN） - 福島県、埼玉県、千葉県、高知県
- 危急種（VU） - 青森県
- 準絶滅危惧（NT） - 岩手県、山形県、茨城県、栃木県、神奈川県、富山県、山口県、佐賀県、熊本県
- 注目種 - 宮城県、群馬県、大阪府

## 類縁種
- タゲリ

## 書き言葉
日本語の「けりをつける」や「けりがつく」の“けり”は、かつて使われた助動詞の“けり”から来た語である。しかし、時に「鳧」の字を当てて「鳧を付ける」と書く場合が見られる。